# Giochi olimpici giovanili
I Giochi olimpici giovanili, o Olimpiadi giovanili (in inglese Youth Olympic Games - YOG; in francese Jeux olympiques de la jeunesse - JOJ), sono una manifestazione sportiva multidisciplinare, ispirata ai Giochi olimpici e patrocinata dal Comitato Olimpico Internazionale (CIO), che vede protagonisti i ragazzi tra i 13 e i 18 anni. La creazione di questa nuova manifestazione è avvenuta il 5 luglio 2007 durante la 119ª sessione del CIO a Città del Guatemala.
Ne esiste una versione estiva e una dedicata agli sport invernali, proprio come per le Olimpiadi, ed entrambe si svolgono ogni quattro anni. La prima edizione dei Giochi estivi si è svolta nel 2010 a Singapore, mentre la prima edizione invernale si è tenuta a Innsbruck, in Austria, nel 2012. Il CIO ha deciso che la durata dei Giochi sia rispettivamente attorno ai 9 e 12 giorni. In entrambi i casi viene proposto un programma sportivo che comprende una selezione degli sport olimpici, e comunque sono accettate proposte relative a sport non compresi nel programma olimpico. Il numero di atleti è limitato a 3200 per la manifestazione estiva e 970 per quella invernale.

## Regolamento
Il Comitato Olimpico Internazionale ha definito alcune regole per l'organizzazione la partecipazione ai Giochi olimpici giovanili.
Per l'organizzazione dei Giochi, per esempio, non deve essere necessario costruire alcuna struttura di notevole importanza, con l'eccezione di alcune strutture temporanee e del villaggio olimpico. Inoltre tutte le competizioni del programma estivo devono essere svolte nella città organizzatrice, eliminando quindi di fatto la possibilità di candidature congiunte. Per l'evento invernale tutte le gare devono essere svolte nella città e/o regione circostante. Lo stadio per le cerimonie di apertura e chiusura deve ospitare almeno 10.000 persone e la città deve possedere una struttura per gli sport acquatici in grado di ospitare perlomeno 2.500 spettatori (per le edizioni estive). Per i Giochi invernali le strutture più importanti sono quelle dedicate all'hockey su ghiaccio e al pattinaggio, per cui viene richiesta una capacità minima di 3.000 posti. Il programma sportivo di riferimento è quello dei Giochi olimpici ma è possibile presentare una proposta che non comprenda tutti gli sport olimpici.
Si è voluta dare grande importanza anche al programma educativo e culturale che deve coinvolgere i ragazzi che partecipano ai Giochi ma anche gli spettatori e i cittadini della città e delle regioni circostanti. Ad ogni Paese è richiesta la partecipazione di almeno quattro atleti. I partecipanti devono essere suddivisi per gruppi di età.

## Edizioni e sedi
Sono state disputate finora sette edizioni dei GOG, tre estive e quattro invernali, e ne è in programma un'altra 
| Giochi olimpici giovanili estivi | Giochi olimpici giovanili estivi | Giochi olimpici giovanili estivi     | Giochi olimpici giovanili estivi | Giochi olimpici giovanili estivi |      | Giochi olimpici giovanili invernali | Giochi olimpici giovanili invernali     | Giochi olimpici giovanili invernali | Giochi olimpici giovanili invernali | Giochi olimpici giovanili invernali |
| Logo                             | Anno                             | Evento                               | Sede                             | Sede                             | Logo | Anno                                | Evento                                  | Sede                                | Sede                                |                                     |
|                                  |                                  |                                      | Città                            | Nazione                          |      |                                     |                                         | Città                               | Nazione                             |                                     |
| -------------------------------- | -------------------------------- | ------------------------------------ | -------------------------------- | -------------------------------- | ---- | ----------------------------------- | --------------------------------------- | ----------------------------------- | ----------------------------------- | ----------------------------------- |
|                                  | 2010                             | I Giochi olimpici giovanili estivi   | Singapore                        | Singapore                        |      | 2012                                | I Giochi olimpici giovanili invernali   | Innsbruck                           | Austria                             |                                     |
|                                  | 2014                             | II Giochi olimpici giovanili estivi  | Nanchino                         | Cina                             |      | 2016                                | II Giochi olimpici giovanili invernali  | Lillehammer                         | Norvegia                            |                                     |
|                                  | 2018                             | III Giochi olimpici giovanili estivi | Buenos Aires                     | Argentina                        |      | 2020                                | III Giochi olimpici giovanili invernali | Losanna                             | Svizzera                            |                                     |
|                                  | 2026                             | IV Giochi olimpici giovanili estivi  | Dakar                            | Senegal                          |      | 2024                                | IV Giochi olimpici giovanili invernali  | Gangwon                             | Corea del Sud                       |                                     |
|                                  |                                  |                                      |                                  |                                  |      | 2028                                | V Giochi olimpici giovanili invernali   | Dolomiti e Valtellina               | Italia                              |                                     |

## Medagliere complessivo
Aggiornato ai IV Giochi olimpici giovanili invernali di Gangwon
| Posizione | Nazione       |     |    |    | Tot. |
| --------- | ------------- | --- | -- | -- | ---- |
| 1         | Cina          | 105 | 59 | 41 | 205  |
| 2         | Russia        | 96  | 74 | 58 | 228  |
| -         | Squadra mista | 48  | 46 | 52 | 146  |
| 3         | Giappone      | 46  | 46 | 38 | 130  |
| 4         | Corea del Sud | 44  | 29 | 25 | 98   |
| 5         | Stati Uniti   | 39  | 42 | 36 | 117  |
| 6         | Italia        | 39  | 37 | 38 | 114  |
| 7         | Germania      | 38  | 47 | 48 | 133  |
| 8         | Francia       | 32  | 33 | 42 | 107  |
| 9         | Ungheria      | 25  | 20 | 23 | 68   |
| 10        | Ucraina       | 22  | 26 | 31 | 79   |
| 11        | Austria       | 22  | 16 | 29 | 67   |
| 12        | Svezia        | 21  | 16 | 17 | 54   |
| 13        | Svizzera      | 20  | 13 | 28 | 61   |
| 14        | Australia     | 17  | 29 | 30 | 76   |
| 15        | Regno Unito   | 17  | 13 | 23 | 53   |
| 16        | Cuba          | 15  | 4  | 5  | 24   |
| 17        | Norvegia      | 13  | 21 | 21 | 55   |
| 18        | Argentina     | 13  | 10 | 15 | 38   |
| 19        | Canada        | 12  | 15 | 30 | 57   |
| 20        | Slovenia      | 12  | 13 | 14 | 39   |

### Olimpiadi estive
Aggiornato ai III Giochi olimpici giovanili estivi di Buenos Aires
| Posizione | Nazione       |    |    |    | Tot. |
| --------- | ------------- | -- | -- | -- | ---- |
| 1         | Cina          | 86 | 38 | 28 | 152  |
| 2         | Russia        | 74 | 51 | 34 | 159  |
| -         | Squadra mista | 35 | 33 | 38 | 106  |
| 3         | Giappone      | 30 | 26 | 20 | 76   |
| 4         | Ungheria      | 24 | 17 | 21 | 62   |
| 5         | Italia        | 23 | 27 | 24 | 74   |
| 6         | Ucraina       | 21 | 24 | 29 | 74   |
| 7         | Stati Uniti   | 20 | 19 | 22 | 61   |
| 8         | Francia       | 19 | 20 | 23 | 62   |
| 9         | Australia     | 16 | 24 | 26 | 66   |
| 10        | Corea del Sud | 16 | 14 | 16 | 46   |
| 11        | Cuba          | 15 | 4  | 5  | 24   |
| 12        | Argentina     | 13 | 10 | 15 | 38   |
| 13        | Thailandia    | 12 | 10 | 5  | 27   |
| 14        | Azerbaigian   | 12 | 10 | 4  | 26   |
| 15        | Iran          | 12 | 5  | 8  | 25   |
| 16        | Regno Unito   | 11 | 10 | 20 | 41   |
| 17        | Brasile       | 10 | 13 | 9  | 32   |
| 18        | Germania      | 9  | 21 | 26 | 56   |
| 19        | Kazakistan    | 9  | 6  | 9  | 24   |
| 20        | Kenya         | 8  | 3  | 4  | 15   |

### Olimpiadi invernali
Aggiornato ai IV Giochi olimpici giovanili invernali di Gangwon
| Posizione | Nazione       |    |    |    | Tot. |
| --------- | ------------- | -- | -- | -- | ---- |
| 1         | Germania      | 29 | 26 | 22 | 77   |
| 2         | Corea del Sud | 28 | 15 | 9  | 52   |
| 3         | Russia        | 22 | 23 | 24 | 69   |
| 4         | Stati Uniti   | 19 | 23 | 14 | 56   |
| 5         | Cina          | 19 | 21 | 13 | 53   |
| 6         | Austria       | 19 | 15 | 18 | 52   |
| 7         | Svizzera      | 18 | 10 | 24 | 52   |
| 8         | Giappone      | 16 | 20 | 18 | 54   |
| 9         | Italia        | 16 | 10 | 14 | 40   |
| 10        | Svezia        | 15 | 12 | 10 | 37   |
| 11        | Francia       | 13 | 13 | 19 | 45   |
| -         | Squadra mista | 13 | 13 | 14 | 40   |
| 12        | Norvegia      | 10 | 20 | 14 | 44   |
| 13        | Canada        | 9  | 7  | 13 | 29   |
| 14        | Paesi Bassi   | 9  | 4  | 5  | 18   |
| 15        | Slovenia      | 6  | 9  | 5  | 20   |
| 16        | Finlandia     | 6  | 5  | 9  | 20   |
| 17        | Regno Unito   | 6  | 3  | 3  | 12   |
| 18        | Lettonia      | 5  | 7  | 4  | 16   |
| 19        | Rep. Ceca     | 3  | 6  | 5  | 14   |
| 20        | Romania       | 3  | 0  | 1  | 4    |